# Indice di vecchiaia
L'indice di vecchiaia è un indicatore statistico dinamico usato nella statistica demografica per descrivere il peso della popolazione anziana in una determinata popolazione.
Sostanzialmente stima il grado di invecchiamento di una popolazione.
Esso si definisce come il rapporto di coesistenza tra la popolazione anziana (65 anni e oltre) e la popolazione più giovane (0-14 anni); valori superiori a 100 indicano una maggiore presenza di soggetti anziani rispetto ai giovanissimi.
È un indicatore abbastanza grossolano ma efficace, poiché nell'invecchiamento di una popolazione si ha generalmente un aumento del numero di anziani e contemporaneamente una diminuzione del numero dei soggetti più giovani, ed in questo modo numeratore e denominatore variano in senso opposto esaltando l'effetto dell'invecchiamento della popolazione.
{\displaystyle IV=(P_{\geq 65}/P_{\leq 14})\cdot 100}
Dove {\displaystyle P_{\geq 65}} indica la popolazione di età 65 anni e oltre e {\displaystyle P_{\leq 14}} indica la popolazione con età compresa tra gli 0 ed i 14 anni.